# Tsinjoarivo (Ambatolampy)
Tsinjoarivo – gmina na Madagaskarze, w regionie Vakinankaratra, w dystrykcie Ambatolampy. W 2001 roku zamieszkana była przez 19 771 osób. Siedzibę administracyjną stanowi miejscowość Tsinjoarivo.